# Punching Bag
Punching Bag è il quinto album in studio del cantante di musica country statunitense Josh Turner, pubblicato nel 2012.

## Tracce
1. Introduction – 0:36
2. Punching Bag – 3:39
3. Time Is Love – 3:21
4. Deeper Than My Love – 3:17
5. Good Problem – 3:08
6. Cold Shoulder – 3:59
7. Find Me a Baby – 3:38
8. Whatcha Reckon – 3:24
9. Pallbearer (feat. Iris DeMent & Marty Stuart) – 4:34
10. For the Love of God (feat. Ricky Skaggs) – 4:07
11. I Was There – 3:54
12. Left Hand Man – 3:17